# Yamaha V9938

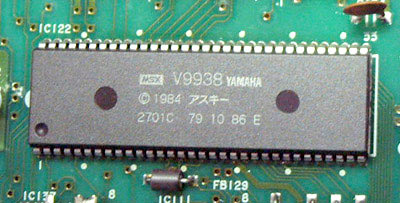
Yamaha V9938 en un MSX-2.

El Yamaha V9938 es un VDP (Video Display Processor : chip de gráficos) desarrollado por Yamaha como evolución del Texas Instruments TMS9918. Se utilizó principalmente en los MSX 2 (de ahí que sea conocido también como el MSX-Video), en el Spectravideo SVI-738 (único MSX-1 que lo usó) y en el Geneve 9640 (clon mejorado del TI-99/4A con forma de tarjeta para la caja de expansión). Fue sucedido por el Yamaha V9958.

## Especificaciones
- VRAM: 128 KB
  - Opción de 64 KB : los modos G6 y G7 no están disponibles
  - Opción de 192 KB : los 64 KB adicionales actúan como buffer de los modos G4 y G5
- Frecuencia de reloj: 21MHz
- Frecuencia de salida de Video: 15KHz
- Sprites: 32, 16 colores (1 por línea), max 8 por cada línea horizontal
- Aceleración por hardware para copiar, dibujar líneas, rellenar, etc. Con y sin operaciones lógicas.
- Capaz de Superimposición y Digitalización
- Scroll vertical por registro
- Resolución:
  - Horizontal: 256 o 512
  - Vertical: 192, 212, 384 (entrelazada) o 424 (entrelazada)
- Modos de Color:
  - Paleta RGB: 16 colores de 512
  - RGB fijo: 256 colores
- Modos de pantalla
  - Modos de Texto :
    - T1: 40 x 24 con 2 colores de una paleta de 512
    - T2: 80 x 24 con 4 colores de una paleta de 512
    - Todos los modos de texto pueden tener 26.5 filas.

  - Modos de Patrón
    - G1: 256 x 192 con 16 colores de paleta y 1 tabla de patrones de 8x8 píxeles
    - G2: 256 x 192 con 16 colores de paleta y 3 tablas de patrones de 8x8 píxeles
    - G3: 256 x 192 con 16 colores de paleta y 3 tablas de patrones de 8x8 píxeles
    - MC: 64 x 48 con 16 colores de paleta y patrones de 8x2 píxeles
    - Todos los modos con 192 líneas pueden tener también 212 líneas (de un modo similar 48 → 53 en MC).

  - Modos Bitmap:
    - G4: 256 x 212 con 16 colores en paleta
    - G5: 512 x 212 con 4 colores en paleta
    - G6: 512 x 212 con 16 colores en paleta
    - G7: 256 x 212 con 256 colores fijos
    - Todos los modos con 212 líneas pueden tener también 192 líneas (de un modo similar 48 → 53 en MC).
    - Todas las resoluciones verticales pueden doblarse por Entrelazado

## Teminología específica MSX
En los MSX, los modos de pantalla son referidos de acuerdo con su número en el MSX-BASIC :
| Modo en MSX-Basic  | Modo del VDP | ver. MSX |
| ------------------ | ------------ | -------- |
| Screen 0 (40 col.) | T1           | MSX 1    |
| Screen 0 (80 col.) | T2           | MSX 2    |
| Screen 1           | G1           | MSX 1    |
| Screen 2           | G2           | MSX 1    |
| Screen 3           | MC           | MSX 1    |
| Screen 4           | G3           | MSX 2    |
| Screen 5           | G4           | MSX 2    |
| Screen 6           | G5           | MSX 2    |
| Screen 7           | G6           | MSX 2    |
| Screen 8           | G7           | MSX 2    |

- Datos: Q2430651
- Multimedia: Yamaha V9938 / Q2430651